# Tour des Flandres 1923
Le Tour des Flandres 1923 est la septième édition du Tour des Flandres. La course a lieu le 18 mars 1923, avec un départ et une arrivée à Gand sur un parcours de 243 kilomètres. Le vainqueur final est le coureur suisse Heiri Suter, qui s'impose au sprint devant ses deux compagnons d'échappée à Gand. Les Belges Charles Deruyter et Albert Dejonghe terminent respectivement deuxième et troisième. 
Il s'agit de la première victoire d'un coureur non-belge sur la course. Il faudra attendre l'édition 1949 pour voir à nouveau un coureur étranger s'imposer.

## Monts escaladés
- Tiegemberg
- Quaremont (Nouveau Quaremont)

## Classement final
|    | Coureur            | Pays       | Équipe             | Temps           |
| -- | ------------------ | ---------- | ------------------ | --------------- |
| 1  | Heiri Suter        | Suisse     | Gurtner-Hutchinson | 9 h 16 min 15 s |
| 2  | Charles Deruyter   | Belgique   | Gurtner-Hutchinson | m. t.           |
| 3  | Albert Dejonghe    | Belgique   | La Française       | m. t.           |
| 4  | Jules Van Hevel    | Belgique   | Buysse-Colonial    | + 1 min 25 s    |
| 5  | Theophile Beeckman | Belgique   | Griffon-Dunlop     | + 1 min 55 s    |
| 6  | Émile Masson sr.   | Belgique   | Alcyon-Dunlop      | + 1 min 55 s    |
| 7  | Jean Rossius       | Belgique   | La Française       | + 2 min 35 s    |
| 8  | Charles Juseret    | Belgique   | Peugeot-Wolber     | + 2 min 35 s    |
| 9  | Nicolas Frantz     | Luxembourg | Thomann-Dunlop     | + 2 min 40 s    |
| 10 | Denis Verschueren  | Belgique   | Wonder-Dunlop      | + 5 min 00 s    |